# Panamax
Panamax (укр. Панамакс) або також PanMax — клас морських суден (в основному це вантажні судна, але є і пасажирські), котрі можуть проходити шлюзами Панамського каналу.
Панамські шлюзи мають 305 м довжини, 33,5 м ширини та 26 м глибини. В найбільш мілкому місці глибина шлюзу дорівнює лише 12,56 метри.
Типове Panamax-судно має бути не більше 294 м в довжину та 32,3 м ширину при осаді до 12,04 м. Ці габарити практично не дають капітанам суден можливості на помилку при проходженні каналу.

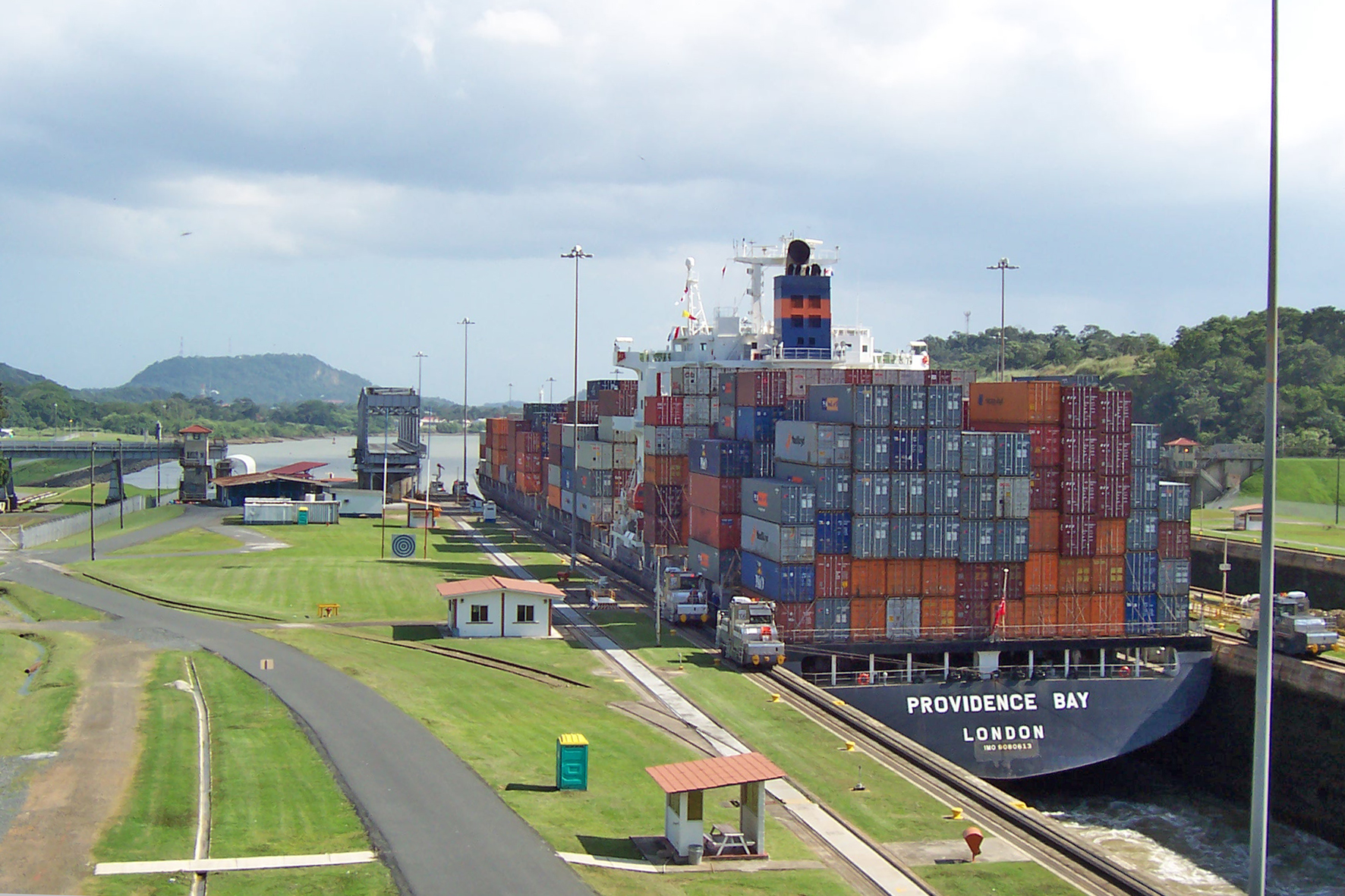
Сучасний контейноровоз класу Panamax проходить шлюзами Панамського каналу.

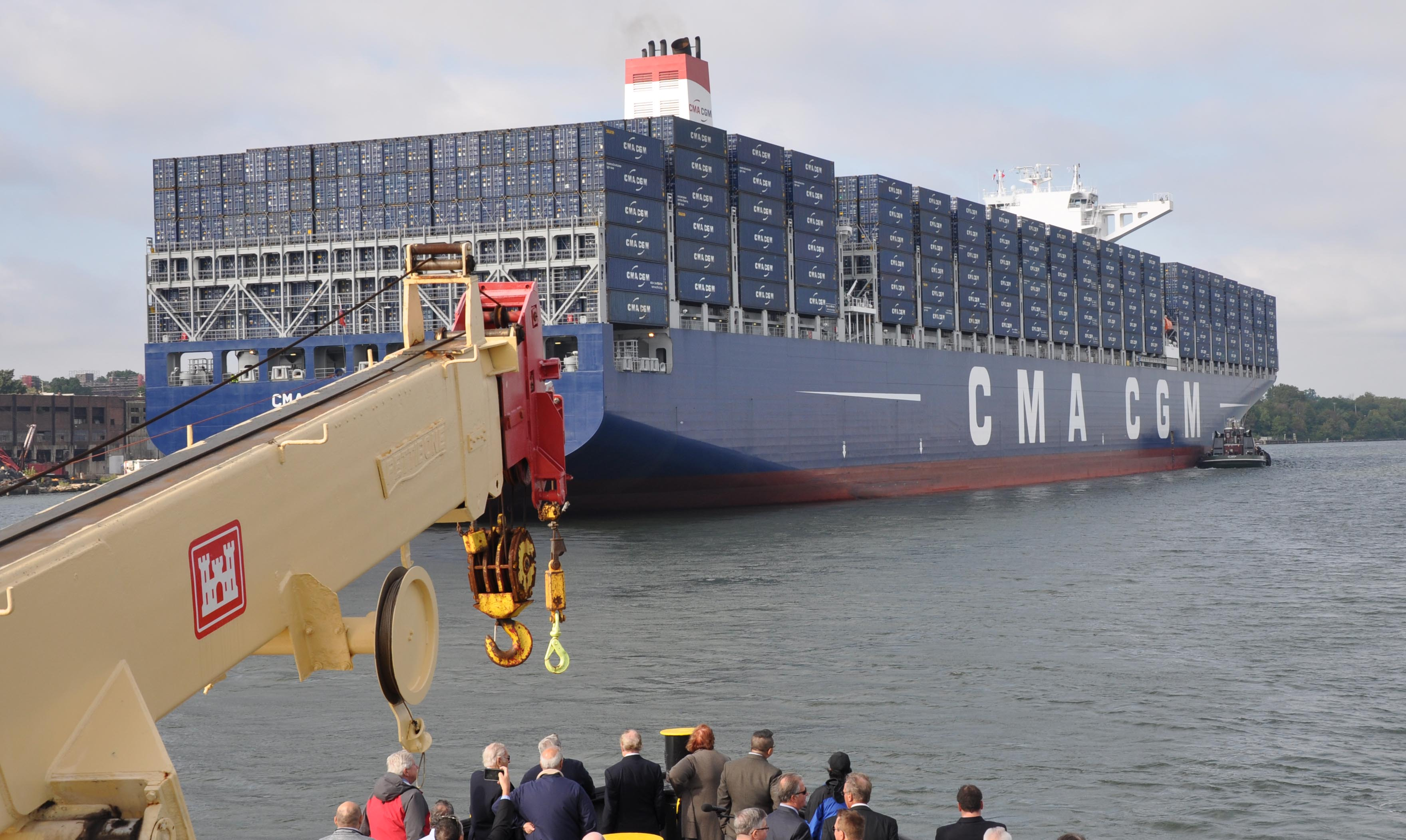
Судно класу New-Panamax, «CMA CGM Theodore Roosevelt», проходить транзитом через гавань Нью-Йорка, через високий Байоннський міст.

Основною проблемою вантажних суден є їх велика завантаженість, оскільки з кількістю вантажу зростає вага, а відповідно і осадка судна.

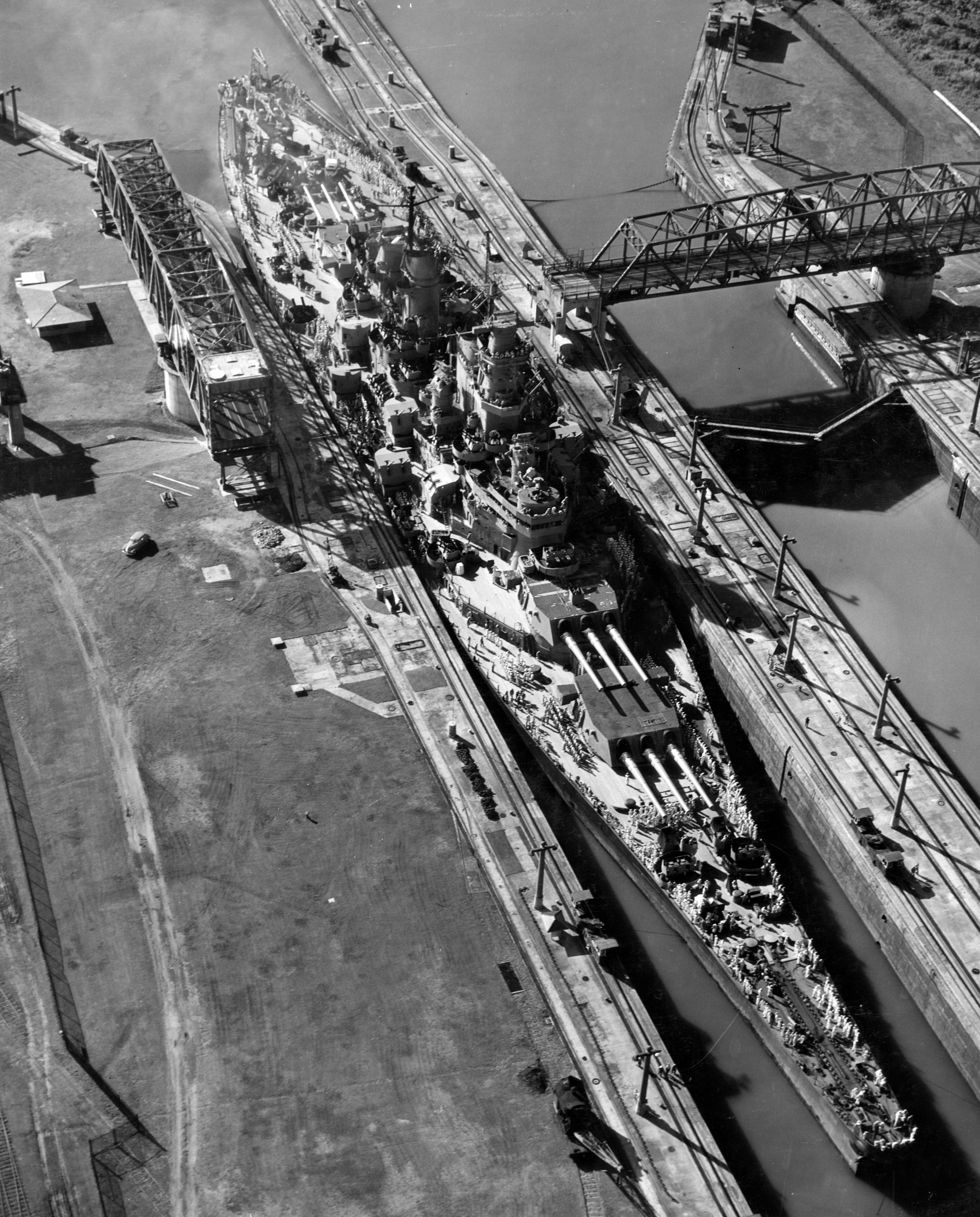
Лінкор «Missouri» в шлюзі каналу (жовтень 1945)

За сьогоднішніми масштабами габарити Panamax-суден є далеко не рекордними. Модерні контейнеровози, а особливо танкери, що перевищують Панамакс-стандарти класифікуються як Postpanamax або Overpanamax-судна. Судна, котрі занадто великі для проходу Панамським, а також Суецьким каналом, звуться Capesize (від англ. Cape — мис). Це судна, що мусять обходити Мис Горн та Мис Доброї Надії.
Керівництвом Панамського каналу заплановане будівництво нових шлюзів, після чого їх габарити досягнуть 55 метрів в ширину, 427 м у довжину та 18,3 м в глибину.
Специфікації Panamax діють з моменту відкриття каналу в 1914 році. У 2009 році ACP опублікувала специфікацію New Panamax, яка набула чинності, коли 26 червня 2016 року було відкрито третій набір шлюзів каналу, більших за два початкових.